# Bovicola ovis
Bovicola ovis – pasożyt należący obecnie do Phthiraptera, według dawnej systematyki należał do wszołów. Jest pasożytem owiec.
Samiec długości 1,4 mm, samica 1,6 mm. Spłaszczony grzbietowo-brzusznie. Posiadają 3 pary odnóży, które są zakończone pazurkami. Bytują na szyi, na grzbiecie oraz na udach we włosach. Przy masowym opadnięciu mogą rozprzestrzenić się na całe ciało. Występuje w Europie, Afryce i Ameryce.